# یواس‌اس لیبرا (ای‌کی‌ای-۱۲)
یواس‌اس لیبرا (ای‌کی‌ای-۱۲) (به انگلیسی: USS Libra (AKA-12)) یک کشتی بود که طول آن ۴۵۹ فوت ۲ اینچ (۱۳۹٫۹۵ متر) بود. این کشتی در سال ۱۹۴۱ ساخته شد.